# Jan Pellár

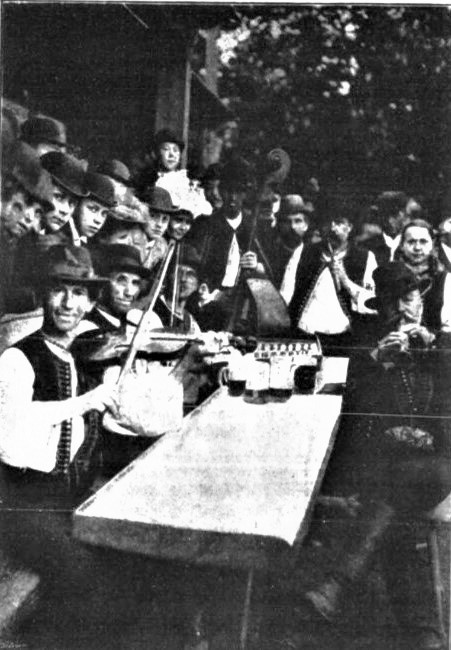
Jan Pellár (vpravo vpředu), 1895 Praha

Jan Pellár, v literatuře uváděn většinou nesprávně jako Pelár (25. května 1844 Hošťálková – 10. ledna 1907 Brňov (místo úmrtí se nyní nachází v katastru obce Bystřička)) byl valašský hudebník a klarinetista. Ve své době byl nejproslulejším hudebníkem Valašska. Věhlas získal hlavně svými vystoupeními na Národopisné výstavě českoslovanské v Praze roku 1895, kde si jej v expozici valašské dědiny do hospody „Na posledním groši" přišla poslechnout řada slavných osobností. V roce 1969 se stal první osobností pohřbenou na Valašském Slavíně ve Valašském muzeu v Rožnově pod Radhoštěm.

## Život
Jan Pellár se narodil v evangelické rodině nádeníka a muzikanta Pavla Pellára a jeho ženy Marianny, rozené Zemánkové. Jan byl nejstarší ze šesti dětí, z nichž jen tři se dožily dospělého věku. Vychodil evangelickou školu, na které byl jeho dědeček učitelem, poté se měl vyučit řezníkem.
Byl ženat s Rozálií, rozenou Žambochovou (1842–1884), se kterou měl tři děti (čtvrté dítě, nejstarší dcera byla uváděna jako nevlastní). Rodina žila do roku 1881 v Malé Bystřici, kde byl Jan Pellár hostinským. Z Malé Bystřice se rodina přestěhovala do Bystřičky, kde si Jan Pellár otevřel obchod se smíšeným zbožím. Po smrti manželky se již neoženil, v letech 1888–1891 byl hostinským v Růžďce.
Pellár se poprvé proslavil (poté, co hrával pouze v okolí Bystřiček) na Národopisné výstavě ve Vsetíně (14. – 28. srpna 1892). Vrcholem se stala v roce 1895 Národní výstava českoslovanská v Praze, kde se svou kapelou hrál ve valašské hospůdce „Na posledním groši“. Jan Pellár byl tiskem označen jako „snad nejrázovější postava naší výstavy“ a jeho portrét namaloval Adolf Liebscher. Traduje se, že Pellárovi zde hrozil zákaz hraní, protože neměl průkaz způsobilosti, který by osvědčoval jeho schopnost hrát. Tento průkaz mu měl na místě vystavit hudební skladatel Karel Weiss.
V roce 1900 byl jako jeho bydliště zaznamenán Brňov, kde žil se svými dětmi.

## Dílo (knižně)
- Výstavní zpěvník Jana Pelára na paměť Národopisné výstavy českoslovanské v Praze 1895. Z rukopisné sbírky Jana J. Nymburského vybral a k vydání připravil Zdeněk Mišurec, 1995

## Posmrtné pocty
- Jan Pellár byl první osobností pohřbenou v roce 1969 na Valašském Slavíně v Rožnově pod Radhoštěm, kam byly jeho ostatky přeneseny z Pržna.[6]
- V roce 2007 byla Janu Pellárovi v Bystřičce odhalena pamětní deska[7]